# Apharinodes
Apharinodes – rodzaj chrząszcza z rodziny kusakowatych, podrodziny Pselaphinae. Gatunkiem typowym jest A. squamosa. Chrząszcze te występują na Półwyspie Malajskim i w Japonii.

## Gatunki
- Apharinodes miranda Raffray, 1895
- Apharinodes squamosa Raffray, 1890
- Apharinodes papageno Nomura, 1989